# Cleónimo de Atenas
Cleónimo Era un aliado político de Cleón y un general ateniense. En 424 AC, Cleónimo abandonó su escudo en batalla y huyó, por lo cual fue considerado un cobarde. Esta situación es a menudo utilizada como un efecto cómico por Aristofanes.